# Stoney & Meatloaf
Stoney & Meatloaf es un álbum de estudio publicado por Meat Loaf y Shaun Murphy en 1971 por Rare Earth Records. Ambos cantantes se conocieron cuando compartieron escenario en la obra de teatro musical Hair en Detroit.

## Lista de canciones
| Lado A |                                      |          |  |
| N.º    | Título                               | Duración |  |
| 1.     | «(I'd Love to Be) As Heavy as Jesus» | 2:54     |  |
| 2.     | «She Waits by the Window»            | 4:07     |  |
| 3.     | «It Takes All Kinds of People»       | 2:23     |  |
| 4.     | «Game of Love»                       | 3:50     |  |
| 5.     | «Kiss Me Again»                      | 5:08     |  |

| Lado B |                                |          |  |
| N.º    | Título                         | Duración |  |
| 6.     | «What You See Is What You Get» | 2:15     |  |
| 7.     | «Sunshine (Where's Heaven?)»   | 3:02     |  |
| 8.     | «Jimmy Bell»                   | 3:48     |  |
| 9.     | «Lady Be Mine»                 | 4:44     |  |
| 10.    | «Jessica White»                | 2:43     |  |

## Créditos
- Voces: Meat Loaf, Stoney Murphy
- Coros: Mike Campbell, Telma Hopkins, Joyce Vincent
- Instrumentación: The Funk Brothers, Scorpion (Bob Babbitt, Mike Campbell, Ray Monette y Andrew Smith) y Ralph Terrana